# Affirming Catholicism
 (novembre 2019).
L'association Affirming Catholicism regroupe des Anglicans de plusieurs pays (aux États-Unis, elle est aussi connue sous le nom de Affirming Anglican Catholicism). Ils promeuvent une vision libérale et inclusive de l'anglo-catholicisme, c'est-à-dire qu'ils affirment la compatibilité de la tradition catholique avec des réformes telles que l'ordination des femmes. 

## Fondation et organisation
L'association est fondée en 1990 ; on compte parmi ses fondateurs le futur archevêque de Cantorbéry Rowan Williams ainsi que Jeffrey John. L'association compte également des personnalités éminentes hors du Royaume-Uni, comme l'évêque président de l'Église épiscopale des États-Unis, Frank Griswold et le primat d'Australie Peter Carnley.
Affirming Catholicism accepte clercs et laïcs parmi ses membres et propose publications, retraites et conférences.
Une "organisation sœur" est fondée en 1994, la Société des prêtres catholiques (Society of Catholic priests, abrégé en SCP) pour regrouper des membres du clergé qui acceptent de partager un certain nombre de positions doctrinales et de règles de vie spirituelle. Les deux organismes publient fréquemment des communiqués de presse communs.

## Positions et critiques
En 1992, à la suite d'une étude sur la plus ou moins grande adhésion des membres du clergé aux éléments essentiels de la foi anglicane (tels que la Résurrection ou la conception virginale du Christ), les membres d'Affirming Catholicism ont été accusés de défaillance doctrinale. Ils s'en sont défendus en critiquant la formulation des termes de l'étude.
En 2003, Affirming Catholicism dénonce le retrait forcé de Jeffrey John, chanoine homosexuel militant et membre fondateur de l'association, qui avait été nommé au poste d'évêque de Reading. L'association promeut des positions latitudinaires pour dépasser les difficultés rencontrées par la communion anglicane. Elle a par exemple fait savoir sa méfiance vis-à-vis des projets de charte de l'anglicanisme (Anglican covenant) qui ont été mis en avant par le rapport Windsor de 2004. Selon Affirming Catholicism, loin de rapprocher les Anglicans, une telle charte, en voulant définir l'identité anglicane, ferait courir le risque d'une division accrue.
Le 24 octobre 2009, Affirming Catholicism réagit à la publication de la constitution apostolique Anglicanorum Coetibus, initiative du pape Benoît XVI pour favoriser l'accueil et l'intégration d'institutions et de groupes anglicans au sein de l'Église catholique. Dans un communiqué de presse, l'association rappelle que tous les catholiques ne sont pas traditionalistes et affirme que la majorité d'entre eux est favorable à l'accès au sacerdoce des femmes et loyaux à la communion anglicane.